# Шелест, Георгий Иванович
Георгий Иванович Шелест (Егор Иванович Малых) (1903—1965) —
советский писатель, военный корреспондент. Член Союза писателей СССР (1958).

## Биография
Родился 8 января 1903 в Томске (по другим данным 8 января 1898 г. в с. Кайластуй) в семье служащего.
В 1914 г. окончил реальное училище в г. Чите.
В 1923 г. он работал в п. Дровяная Улетовского района грузчиком, писал корреспонденции в ряде местных газет.
В 1925—1926 г.г. — сотрудник газет «Забайкальский рабочий» и «Молодой крестьянин»
В 1925—1933 гг. работал в забайкальских и дальневосточных газетах.
В 1929 г. — военный корреспондент во время конфликта на КВЖД.
Работал в Хилке уполномоченным милиции.
В 1931—1932 г.г. — инспектор торговли в системе кооперации, инспектор отдела социального обеспечения в Иркутске. Иркутской городской комиссией по делам бывших красных партизан и красногвардейцев в 1931 г. признан участником Гражданской войны.
В 1933 г. переехал в Архангельск, сотрудник издательства «Севкрайгиз».
В 1936 г. принят в кандидаты в члены Союза писателей.
В 1935 г. Г. И. Шелест переехал в Карельскую АССР, работал на должности секретарем редакции «Кандалакшский коммунист» в г. Кандалакша.
Арестован в 1937 г., приговорен (статьи 58-8, 58- 10, 58-11 УК РСФСР) к 8 годам лишения свободы. Отбывал наказание в Печерском лагере (Печерлаг) (1938-45). После освобождения работал вольнонаемным экономистом.
В 1948 г. арестован на ст. Смела Киевской обл., приговорен сначала к 3 годам, затем к 10 годам лишения свободы. Отбывал наказание в «Озерном лагере» (Иркутская область). В 1954 освобожден.
В 1954 после реабилитации работал мастером на строительстве ГЭС в Ходженте.
С 1959 жил в г. Чите.
Публиковался в журналах «Звезда Севера», «Дальний Восток», «Звезда Востока», «Литературный Таджикистан», «Знамя».
Произведения посвящены событиям революции и Гражданской войны, строительству социализма. Теме Великой Отечественной войны посвящен рассказ «Пылающие сердца».
Первым в советской литературе поднял тему репрессий, за опубликованный 5 ноября 1962 г. в газете «Известия» рассказ рассказ «Самородок», получил премию газеты «Известия».
По сюжету рассказа на киностудии имени Горького снят художественный фильм «Если ты прав».
В 1964 г. был делегатом 2-го съезда писателей РСФСР.

## Избранные произведения
- Неоконченный путь. — Архангельск, 1934
- Немеркнущие зори. — М., 1959
- Манящие огни. — Чита, 1960
- Конец рыжего идола. — Хабаровск, 1962
- Горячий след. — Иркутск, 1966, 1984.